# Paragus longiventris
Paragus longiventris är en tvåvingeart som beskrevs av Friedrich Hermann Loew 1858. Paragus longiventris ingår i släktet stäppblomflugor, och familjen blomflugor. Inga underarter finns listade i Catalogue of Life.